# Emblemariopsis tayrona
El blenio del Tairona (Emblemariopsis tayrona) es una especie de pez de la familia Chaenopsidae, endémico de Santa Marta en el mar Caribe.

## Hábitat
Es un pez marino, demersal, no migratorio.

## Descripción
Alcanza 24 mm de longitud. Posee un cuerpo elongado y comprimido. Cabeza desprovista de espinas o papilas sensoriales, con un par de cirros supraorbitales; labios protuberantes; mandíbulas con numerosos dientes pequeños; radios branquiostegos y membrana formando un borde entero funcional que cubre las branquias; primera espina de la aleta dorsal con una membrana a manera de bandera; últimos radios
de la dorsal y de la anal adheridos por una membrana al pedúnculo caudal; pectorales
más largas que las pélvicas; 13 a 14 radios pectorales.
Presenta dimorfismo sexual en la coloración, además los machos tienen las dos primeras espinas dorsales similares en longitud. El macho es de color castaño pálido con la cabeza marrón oscura dorsalmente y con manchas, a veces en forma de bandas; la parte distal de la membrana de la primera a la quinta espina de la dorsal es roja. La hembra es muy pálidas, incluso translúcidas.